# 伯蒂·查爾斯·福布斯
伯蒂·查爾斯·富比士（英語：Bertie Charles Forbes，1880年5月14日—1954年5月6日），蘇格蘭裔美國財經記者，他是《富比士雜誌》創辦人。

## 生平

### 早年
富比士生於蘇格蘭亞伯丁郡新鹿鎮（New Deer）。1897年，他畢業於鄧迪大學後，即於鄧迪市當地的報社，從事記者和時事評論員的工作直至1901年於南非約翰尼斯堡創辦《蘭德每日郵報》。

### 富比士雜誌
1917年，他創辦了《富比士雜誌》，並擔任總編輯直至1954年逝世於紐約市，在富比士於美國經營雜誌出版社期間，2位年紀最長的兒子Bruce Charles Forbes（1916-1964）與Malcolm Forbes（1917-1990）也在經營上協助許多；兩兄弟在富比士本人去世後，接手經營父業。
富比士是1942年美國「投資人聯盟」發起人。
1917年，他在紐約創辦了《福布斯》雜誌，並擔任總編輯直至逝世。該雜誌的宗旨是“創業精神、創富工具”，是美國最早的大型商業雜誌，正是由於其明確的定位和獨特的深度報導，為企業高層決策者引導投資方向，提供商業機會，被譽為“美國經濟的晴雨表”。

## 著作
伯蒂·查爾斯·富比士的著作有：
- Finance, Business and the Business of Life（1915年） ISBN 9781497923898
- Men Who Are Making America（1917年） ISBN 9781313349765
- Forbes Epigrams（1922年） ISBN 9781161391084
- Men Who are Making the West（1923年） ISBN 9781397299215
- Automotive Giants of America（1925年） ISBN 9780766161771
- How to Get the Most Out of Business（1927年） ISBN 9781494062422
- 101 Unusual Experiences（1952年）  ISBN  9781906659257

## 外部連結
- Bertie Charles Forbes papers（页面存档备份，存于） at Syracuse University Special Collections Research Center